# Svenska orter
Svenska orter: atlas över Sverige med ortbeskrivning är ett bokverk som beskriver orter i Sverige. Det redigerades av kartografen Karl D.P. Rosén och utgavs av Generalstabens litografiska anstalt i tre delar i nio halvfranska band mellan 1932 och 1952. Varje del består av ortbeskrivning A–K, ortbeskrivning L–Ö samt atlas. Första delen (1932) omfattar Götaland söder om Jönköping. Tredje delen (1934) omfattar Svealand norr om Borlänge och Norrland. Andra delen, som omfattar Götaland norr om Jönköping och Svealand söder om Borlänge, förelåg enligt förordet i manuskript 1939, men utgavs först 1952. Bokryggarna anger vilken del det rör sig om enbart genom förgyllda fält i en Sverigekarta. Titelbladet anger delen med romerska siffror.